# Peter Kozár
Peter Kozár (Košice, 17 novembre 1986) è un allenatore di calcio a 5 ed ex giocatore di calcio a 5 slovacco.

## Carriera

### Club
Dopo gli inizi con il RCS Košice, con cui conquista il suo primo campionato slovacco, nell'estate del 2011 Kozár si trasferisce alla blasonata Slov-Matic FOFO, alla quale legherà buona parte della sua carriera, inclusa l'effimera affiliazione allo Slovan Bratislava. Nella stagione 2018-19 si trasferisce al Pinerola e l'anno seguente al Plzeň. Al termine della stagione 2023-24 annuncia il suo ritiro per assumere il ruolo di allenatore dello stesso Plzeň.

### Nazionale
Kozár è stato capitano e primatista di presenze della nazionale slovacca, nella quale ha debuttato nel luglio del 2007. Il traguardo più prestigioso raggiunto dal calcettista è stata la partecipazione al campionato europeo 2022, che segna il debutto della Slovacchia nel massimo torneo continentale.

## Palmarès
- Campionato slovacco: 8
RCS Košice: 2008-09
Slov-Matic FOFO/Slovan Bratislava: 2011-12, 2012-13, 2013-14, 2014-15, 2016-17, 2017-18
Pinerola: 2018-19

- Campionato ceco: 3
Plzeň: 2020-21, 2022-23, 2023-24